# 誰是你的菜
《誰是你的菜》是韋正執導的一部廣告微電影，由張國立、黃渤、羅志祥、Angelababy演出，以宣傳樂事馬鈴薯片的產品。此微電影分為五集，均在樂事洋芋片中國官方網站及羅志祥官方YOUTUBE頻道中發佈，而首集於2013年7月15日在前者作網路首映。

## 劇情大綱
《誰是你的菜》以「品菜即品人，人品如菜品」這句為引旨，表達你喜歡的菜餚與你喜歡的異性之間，其實是有一定聯繫的觀點。片中，一女生前往餐館中用餐，其間向有名於解決感情問題的餐廳老闆樂老闆(黃渤飾演)討教女生擇偶之道。老闆以祖先參加廚藝對決的故事，向女生解答四位心儀對像的各種優缺點。老闆提及的往事中，樂朝(虛擬時代)皇帝(張國立飾演)以「品菜即品人，人品如菜品」這句話來為公主(Angelababy飾演)挑駙馬，由被喻為民間料理王的阿渤(黃渤飾演)與內閣大臣之子羅公子(羅志祥飾演)展開廚藝對決。
這場駙馬挑選賽中，二人將分別根據皇帝指示，端出牛仔骨、辣魚、叉燒、蝦球四道菜餚，對應的其實是女孩的四位心儀對像:肌肉猛男(猛)、性感辣男(辣)、溫柔甜男(甜)、鬼馬囧男(囧)。而老闆想借此跟女生表達，挑對像，其實與在滿桌美食中挑菜無異。菜不分高低貴賤，只有口味是否合適，而愛情的本質也理當如此。

## 角色
| 演員       | 角色          | 背景                                                                      |
| ---------- | ------------- | ------------------------------------------------------------------------- |
| 張國立     | 樂朝皇帝      | 為女兒籌備婚事而舉辦展開廚藝對決的皇帝                                    |
| Angelababy | 樂朝公主      | 招親對像                                                                  |
| 羅志祥     | 羅公子        | 參加廚藝對決的參賽者之一，為內閣大臣之子                                  |
| 黃渤       | 餐廳老闆 阿渤 | 為女孩展示選男生之道的餐廳老闆 參加廚藝對決的參賽者之一，被喻為民間料理王 |

## 外部連結
- 樂事洋芋片中國官方網站 （页面存档备份，存于）
- 羅志祥Youtube官方專屬頻道 （页面存档备份，存于）
- 豆瓣电影上《誰是你的菜》的資料 （简体中文）